# Dermatitis (Zeitschrift)
Dermatitis ist eine wissenschaftliche Fachzeitschrift, die vom Lippincott Wiliams & Wilkins-Verlag im Auftrag der American Contact Dermatitis Society veröffentlicht wird. Die Zeitschrift wurde 1990 unter dem Namen American Journal of Contact Dermatitis gegründet und verkürzte 2004 den Namen auf Dermatitis. Sie erscheint mit sechs Ausgaben im Jahr. Es werden Arbeiten veröffentlicht, die sich Fragestellungen um die Dermatitis beschäftigen.
Der Impact Factor lag im Jahr 2014 bei 1,629. Nach der Statistik des ISI Web of Knowledge wird das Journal mit diesem Impact Factor in der Kategorie Dermatologie an 28. Stelle von 63 Zeitschriften geführt.